# Georges Nguyen Van Loc
Georges Nguyen Van Loc (1933 - 2008), tên tiếng Việt Nguyễn Văn Lộc, là một cảnh sát trưởng người Pháp gốc Việt ở thành phố Marseille. Nổi tiếng với những thành tích trên cương vị cảnh sát, cuốn hồi ký của ông đã được dựng thành một serie phim truyền hình và do chính ông thủ vai chính. Ông còn được gọi là "cò" Lộc.

## Tiểu sử
Nguyễn Văn Lộc sinh ngày 2 tháng 4 năm 1933 tại một khu phố nghèo thành phố Marseille. Cha ông là thủy thủ gốc Nam Định, mẹ ông là người Hà Nội, họ di cư sang Pháp từ năm 1914.
Tốt nghiệp trung học, Nguyễn Văn Lộc xung phong vào lực lượng cảnh sát thành phố Marseille. Ba năm sau, ông theo khóa học nghiệp vụ ở Trường quốc gia cảnh sát ở Saint-Cyr-au-Mont-d'Or, thành phố Lyon. Tốt nghiệp, Nguyễn Văn Lộc quay lại phục vụ trong ngành cảnh sát ở thành phố Marseille.

## Sự nghiệp
Ngày 1 tháng 7 năm 1972, Nguyễn Văn Lộc được bổ nhiệm làm cảnh sát trưởng quận 7 ở thành phố Marseille. Sau một thời gian nhậm chức, với biệt danh Le Chinois (người Trung Hoa), Nguyễn Văn Lộc đã góp phần làm tình hình mất an ninh ở thành phố Marseille giảm hẳn. Tháng 10 năm 1972, vì xảy ra nhiều vụ bắt cóc con tin, cảnh sát trưởng thành phố Marseille yêu cầu Nguyễn Văn Lộc thành lập một nhóm giải cứu đặc biệt chuyên tham gia can thiệp các vụ khủng bố để cứu thoát con tin. Nhóm giải cứu này mang tên Groupes d'intervention de la police nationale được viết tắt là GIPN, với 15 cảnh sát và Nguyễn Văn Lộc làm đội trưởng, đã lập được nhiều thành tích chống tội phạm, khủng bố. Nhiều lần chính ông nhận thay thế cho các con tin để giải cứu họ. Nguyễn Văn Lộc còn được giao nhiệm vụ bảo vệ nhiều phái đoàn, thủ tướng Israel Ariel Sharon, bà Thủ tướng Anh Margaret Thatcher, Tổng thống Mitterrand v.v... khi họ tới thăm thành phố Marseille.
Nguyễn Văn Lộc được vinh dự trao huân chương Quốc công và Bắc Đẩu Bội Tinh. Ngày 9-2-1987, khoảng chục tên cướp đột nhập trụ sở Quỹ Tiết kiệm Cinq-Avenues ở Marseille, bắt cóc 22 khách hàng và nhân viên ngân hàng. Cò Lộc dẫn đội GIPN đến. Bọn cướp đòi 30 triệu quan tiền chuộc, xe hơi để thoát thân; cuộc thương thuyết đang diễn ra thì cò Robert Broussard từ Paris dẫn đội đặc nhiệm RAID xuống. Cò Broussard giành quyền chỉ huy, ra lệnh tiếp tục thương thuyết, trong lúc này, bọn cướp có thời gian đào hầm ngầm tẩu thoát. Khi cò Broussard vào được bên trong thì bọn cướp đã biến mất với hơn 10 triệu quan, để lại 276 chiếc két trống trơn. Các con tin rất may không bị hề hấn gì. Sau vụ việc, ông trở thành người phải chịu trách nhiệm rồi quyết định nghỉ hưu năm 1989.
Từ năm 1992, hãng phim Pháp France Films Production đã sản xuất một bộ phim truyền hình gồm 6 phần mà Nguyễn Văn Lộc là nhân vật kiêm diễn viên chính.
Ông mất ngày 7 tháng 12 năm 2008 tại thành phố Cannes, Pháp do suy tim, hưởng thọ 75 tuổi.

## Tác phẩm
- Le Chinois Tome 1: Le Chinois, 1989 Presses de la Cité, ISBN 2258026156
- Triangle d'or, 1992 Presses de la Cité, ISBN 2258033586
- Le Chinois: La peau d'un caïd, 1994 Presses de la Cité, ISBN 2258038324
- Affaires criminelles, 1995 Presses de la Cité, ISBN 225804037X
- Le Chinois: Les marchands de venin, 1995 Presses de la Cité, ISBN 2258040361
- Le troisième juge, 1996 Presses de la Cité, ISBN 225804412X
- Meurtres au soleil, 1996 Presses de la Cité, ISBN 2258044138
- Le Chinois: Les aviseurs, 1997 Presses de la Cité, ISBN 2258047498
- Vengeance transversale, 2002 Ramsay, ISBN 2841144372
- Van Loc, 2004 Autres Temps, ISBN 2845211686
- Les Marchands de venin, 2004 Autres Temps, ISBN 2845211708
- La peau d'un caïd, 2004 Autres Temps, ISBN 2845211694
- Paroles d'homme, 2005 Autres Temps, ISBN 2845212291
- Le Chinois Tome 6: Le Crépuscule des voyous, 2006 Autres Temps, ISBN 284521250X

## Phim đã tham gia
Bộ phim truyền hình Van Loc: un grand flic de Marseille gồm sáu phần:
- Van Loc, le flic de Marseille (30 tháng 1 1992)
- La Grenade (25 tháng 3 1993)
- La vengeance (2 tháng 12 1993)
- L'affaire Da Costa (21 tháng 11 1994)
- Ennemis d'enfance (8 tháng 1 1997)
- La relève (8 tháng 1 1998)